# Jadwiga Lipińska
Jadwiga Lipińska z domu Freyer (ur. 29 listopada 1932 w Warszawie, zm. 4 października 2009) – polska archeolog-egiptolog.

## Życiorys
Córka Edwarda Freyera – przemysłowca i Zofii Kodis – plastyczki, wnuczka Józefy Krzyżanowskiej-Kodisowej (ze strony matki), prawnuczka Antoniego Freyera (ze strony ojca).
Po ukończeniu studiów na Uniwersytecie Warszawskim w 1958 podjęła pracę w Galerii Sztuki Starożytnej Muzeum Narodowego w Warszawie, której była wieloletnim kuratorem. Była uczennicą i bliską współpracowniczką założyciela polskiej szkoły archeologii śródziemnomorskiej, prof. Kazimierza Michałowskiego. Posiadała tytuł naukowy profesora doktora habilitowanego archeologii śródziemnomorskiej. Uczestniczyła w polskich wykopaliskach na Bliskim Wschodzie. Prowadziła wykłady m.in. na Uniwersytecie Warszawskim, Akademii Teologii Katolickiej oraz Uniwersytecie Łódzkim. 
Autorka wielu prac naukowych, uniwersyteckich skryptów oraz książek popularnonaukowych. W 1997 roku ku czci Jadwigi Lipińskiej ukazał się obszerny tom prac egiptologicznych Warsaw Egyptological Studies. Przez wiele lat była aktywnym członkiem CIPEG – egiptologicznej sekcji ICOM (Międzynarodowej Rady Muzeów). 
Jej pogrzeb odbył się 7 października 2009 w Warszawie (pochowana na nowym cmentarzu na Służewie przy ul. Wałbrzyskiej).

## Dokonania
Od 1960 roku brała udział w badaniach wykopaliskowych w Egipcie, najpierw w Tell Atrib. Uczestniczyła również w badaniach w Aleksandrii (1963), w Sudanie – w Faras (1962/3) i w Syrii (1965). W kolejnych latach skoncentrowała się na działaniach w Deir el-Bahari w Górnym Egipcie. Do jej największych dokonań należy odkrycie nieznanej wcześniej świątyni Totmesa III. W 1964/5 roku została dyrektorem badań w Deir el-Bahari, a od 1978 do 1996 roku kierownikiem projektu badań świątyni Totmesa III.
W latach 60., 70. i 80. XX wieku prowadzone przez nią zajęcia dotyczące różnych zagadnień archeologii Egiptu były w Polsce pionierskie. Najbliższymi Jadwidze Lipińskiej tematami były zagadnienia sztuki i architektury XVIII dynastii. Dwie publikacje dotyczące odkryć dokonanych w świątyni Totmesa III uważała za najważniejsze osiągnięcia w swoim dorobku naukowym. Podczas pracy naukowej związanej z egiptologią odbywała liczne podróże zagraniczne, m.in. opracowywała katalog kolekcji egipskiej w Hawanie na Kubie. Z gościnnymi wykładami występowała w muzeach i na uniwersytetach, m.in. w USA i Kanadzie.

## Prace wykopaliskowe
Jadwiga Lipińska uczestniczyła w polskich kampaniach wykopaliskowych w Egipcie i na Bliskim Wschodzie:
- 1960
  - Tell Atrib
- 1961
  - Deir el-Bahari (1961/62)
- 1962
  - Deir el-Bahari (1962/63)
  - Faras (1962/63)
- 1963
  - Deir el-Bahari (1963/64) – jako zastępca kierownika
  - Tell Atrib
  - Aleksandria
- 1964
  - Deir el-Bahari (1964/65) – jako kierownik
- 1965
  - Palmyra
- 1966
  - Deir el-Bahari (1966-67)
- 1972
  - Deir el-Bahari (1972/73)

## Publikacje
- Sztuka egipska
- Mitologia starożytnego Egiptu [współautorstwo z Markiem Marciniakiem]
- Cywilizacja miedzi i kamienia. Technika starożytnego Egiptu [współaut. z Wiesławem Kozińskim]
- 500 zagadek o starożytnym Egipcie
- W cieniu piramid
- Historia architektury starożytnego Egiptu (skrypt)
- Historia rzeźby reliefu i malarstwa starożytnego Egiptu (skrypt)
- Tajemnice papirusów [red.]